# Бажанов, Николай Данилович
Николай Данилович Бажанов (7 мая (по другим данным 2 мая) 1899 — 13 января 1985) — советский писатель. Участник Великой Отечественной войны. Член Союза писателей УССР (1969).

## Биография
Николай Бажанов родился 7 мая 1899 года в белорусском городе Жлобин в семье врача. В 1929 году окончил экономический факультет Киевского института народного хозяйства. Работал учителем в железнодорожной школе на станции Бахмач, Черниговская область. С 1930 года работал инженером и экономистом на железнодорожном транспорте. Участвовал в Великой Отечественной войне. С 1944 года жил в городе Ромны, Сумская область. Работал экономистом и плановиком, 15 лет был начальником планового отдела на Роменском консервном заводе. С 1959 года — на пенсии. Умер 13 января 1985 года в Ромнах, похоронен на центральном городском кладбище.
Печатался с 1936 года, писал на русском языке. Бажанов — автор художественно-документальных повестей «Рахманинов» (1963) про жизнь Сергея Рахманинова и «Танеев» (1971) про жизненный и творческий путь Сергея Танеева. Обе вышли в свет в Москве в «Молодой гвардии» в серии «Жизнь замечательных людей». Книга «Рахманинов» была издана в Румынии, Болгарии, Польше, Франции, Англии, Чехословакии и других странах. Николай Бажанов писал также рассказы, отдельным изданием вышел биографический этюд «Все ветры времени» (1971). В 1979 году он завершил новую повесть, которую посвятил русскому пианисту Александру Гольденвейзеру. Написал ещё художественное произведение, повесть «Легенда о Жаклин дю Пре», которая также связана с музыкой. В ней описал талантливую молодую виолончелистку. Работал над очередным романом «Скрябин».
Бажанов также занимался живописью. Автор пейзажей «Туманный день», «Остров Ваал», «Цветок эдельвейса». Картины его экспонировались на местных выставках художников-любителей, где получали высокую оценку.
Награждён медалью «За доблестный труд в Великой Отечественной войне 1941—1945 гг.», Почётной грамотой Президиума Верховного Совета УССР.